# Diplolepis eglanteriae
Diplolepis eglanteriae is een vliesvleugelig insect uit de familie van de echte galwespen (Cynipidae). Hij veroorzaakt bolvormige gallen op rozenbottels en verschillende andere soorten van het geslacht Rosa.
De eencellige gallen zijn zo groot als een erwt en zijn meestal wit tot lichtgroen en roze tot rood van kleur. Ze zijn niet met zekerheid te onderscheiden van die van Diplolepis nervosa, die ook glad kan zijn, of enkele kleine hoorntjes kan dragen.

## Taxonomie
De wetenschappelijke naam van de soort is voor het eerst geldig gepubliceerd in 1840 door Hartig.